# Obál Ferenc (orvos, 1916–2012)
Obál Ferenc (Budapest, 1916. szeptember 28. – Budapest, 2012. április 9.) erdélyi magyar orvos, szakíró.

## Életútja
Tanulmányait a Pázmány Péter Tudományegyetem Orvosi Karán (1936–40), illetve Heidelbergben (1937–38) végezte, diplomát Budapesten nyert. 1940-ben került a kolozsvári Ferenc József Tudományegyetem Élettani Intézetébe, 1945-től a Marosvásárhelyi Orvosi és Gyógyszerészeti Egyetem (OGYI) Kórélettani, majd Élettani és Gyógyszertani Intézetének vezetője. Mint szerződéses magyar állampolgár 1953-ig dolgozott itt, akkor visszatért Budapestre, és az Országos Idegsebészeti Tudományos Intézet élettani osztályának vezetője, 1958-tól a szegedi Orvostudományi Egyetem Élettani Intézetének igazgatója, 1986-tól szaktanácsadója lett. 1995-ben a Román Orvosi Akadémia tiszteletbeli tagjává választotta; 1996-ban a marosvásárhelyi Orvosi és Gyógyszerészeti Egyetem díszdoktorává avatta.

## Munkássága
Több mint 280 tudományos dolgozata jelent meg magyar, román, német és angol nyelven, többek közt a fertőző betegségek kórélettanáról, a bélbolyhműködésről és bélfelszívódásról, a lép élettanáról, az agyműködésről és nyirokkeringésről, a hőszabályozásról és az alvásról. Szerkesztette Az emberi test VI. és VII. kiadását (Budapest 1982, 1986).
Az 1940-45, illetve 1945-53 közötti kolozsvári és marosvásárhelyi egyetemi emlékeiről 1996-ban megrendezett tudományos konferencián tartott előadásaiban emlékezett meg (Az erdélyi magyar felsőoktatás évszázadai. Kiállítás és konferencia. Emlékkönyv. Budapest 1996. 97-113).
Kőnyomatos jegyzetei: Általános kórtan; Az idegrendszer kórtana; Kórélettani gyakorlati jegyzet; Kórélettan I-III; Gyógyszertan (Marosvásárhely 1950-55).

## Kitüntetése
- A Magyar Érdemrend tisztikeresztje (2011)

## Kötetei
- Erdély és az orvostudomány szolgálatában. Emlékeim a kolozsvári és marosvásárhelyi magyar nyelvű orvosképzésről, 1940–1953; Státus, Csíkszereda, 2003 (Szemtanú könyvek)